# Skrzynczanki
Zespół Pieśni Ludowej „Skrzynczanki” – amatorska grupa pieśni ludowej pochodząca ze wsi Skrzynka w Kotlinie Kłodzkiej.

## Historia
Zespół "Skrzynczanki" został powołany w 1978 roku z okazji turnieju wsi ziemi kłodzkiej przez ówczesnego akompaniatora na akordeon i organy, Stanisława Kuros oraz Wandę Kaletkę z pomocą Koła Gospodyń Wiejskich w Skrzynce. Początkowo miała to być jednorazowa akcja, niemniej po występach w Lądku-Zdroju, półfinałach w Złotym Stoku i finale w Kłodzku uczestniczki postanowiły śpiewać dalej. W 1998 roku rolę akompaniatora i faktycznego kierownika artystycznego przejął profesjonalny muzyk Mirosław Grenda, mający między innymi 20 letnie doświadczenie w kierowaniu Zespołem Pieśni i Tańca "Nowa Ruda". Grupa pozostała amatorska, jednak poziomem nie odbiega dziś od zespołów profesjonalnych.
"Skrzynczanki" dały ponad 80 występów na różnorodnych imprezach i koncertach w całym kraju. Śpiewały również w Czechach, Niemczech, Luksemburgu, oraz Belgii. Zdobyły szereg nagród i wyróżnień. W 2008 roku w skład zespołu wchodzili: Czesława Paszylka, Bronisława Szczyrk, Janina Kulińska, Anna Michorczyk, Jadwiga Suchoń, Maria Łaba, Maria Klucowicz, Danuta Markocka, Teresa Chłanda, Marianna Nasikajło, Marianna Stańco, Krystyna Szczepańska, Wanda Kaletka-Borcz, Janina Tomaszewicz, Janina Korab, Renata Ciupka, Bernadeta Bunkiewicz, Halina Wajda i Mirosław Grenda – akompaniator.

## Repertuar
"Skrzynczanki" wykonują pieśni ludowe z różnych regionów, w tym mało znane na Dolnym Śląsku pieśni ze wschodniej Polski. Większość repertuaru tworzą pieśni napisane przez zespół do popularnych melodii ludowych. Teksty są często okolicznościowe, związane ze Skrzynką i okolicami.